# Dógen Handa
Dógen Handa (japonsky: 半田 道玄, Handa Dógen, 25. října 1915 – 13. dubna 1974) znám také jako Hajami (早巳), byl profesionální hráč go.

## Biografie
Handa rostl pod Tamedžiro Suzukiho výcvikem. Mohl začít jako profesionál v Nihon-Kiin, ale po založení Kansai-Kiin, se přidal pod Utara Hašimota k Kansai-Kiin. 9. dan dostal v roce 1959.

## Tituly
| Titul           | Rok              |
| --------------- | ---------------- |
| Počet           | 6                |
| Džúdan          | 1963             |
| Óza             | 1960, 1965       |
| KK Championship | 1958, 1960, 1961 |